# Aitor Larrazábal
Aitor Larrazábal Bilbao (* 2. Juni 1971 in Bilbao, Provinz Bizkaia) ist ein ehemaliger spanischer Fußballspieler, der während seiner gesamten Karriere für Athletic Bilbao aktiv war.
Larrazábal war ein Linksverteidiger mit ausgezeichneten Offensivqualitäten, der auch als Elfmeterspezialist bekannt war. In 13 von 14 Profisaisons hat er mindestens 1 Tor erzielt.
Aitor Larrazábal durchlief seit dem elften Lebensjahr die Jugendakademie Lezama des baskischen Traditionsklubs Athletic Bilbao, bis er 1989 in die Reservemannschaft (Bilbao Athletic) aufstieg und in der zweiten spanischen Liga debütierte. Sein Debüt in der ersten Liga machte er am 2. September 1990 beim 0-1 gegen CD Teneriffa. Danach entwickelte er sich zum absoluten Stammspieler im Team der 1990er Jahre und wurde unverzichtbar für alle Trainer von Bilbao. Die Saison 97-98 beendete Bilbao als Vizemeister und man konnte sich erstmals für die UEFA Champions League qualifizieren. Larrazábal spielte eine starke Saison und markierte mit 7 Treffern seine Karrierebestmarke, ebenso traf er in beiden CL-Gruppenspielen gegen Juventus Turin.
Ab der Saison 2002/03 drängte immer mehr der junge Asier del Horno in die Mannschaft und Larrazábal nahm immer öfter auf der Bank Platz. Im Mai 2004 beendete er seine aktive Karriere, während der er immer für Bilbao spielte und in 390 Spielen 39 Tore erzielte.
In die spanische Fußballnationalmannschaft hat er es nie geschafft, hier war die Konkurrenz, v. a. mit Sergi Barjuán zu groß.